# Gran Premi d'Itàlia del 1986
Resultats del Gran Premi d'Itàlia de Fórmula 1 de la temporada 1986 disputat al circuit de Monza el 7 de setembre del 1986.

## Resultats
| Pos | No | Pilot              | Equip                    | Voltes | Temps/ Retirada | Pos. de sortida | Punts |
| --- | -- | ------------------ | ------------------------ | ------ | --------------- | --------------- | ----- |
| 1   | 6  | Nelson Piquet      | Williams - Honda         | 51     | 1h 17' 42. 889  | 6               | 9     |
| 2   | 5  | Nigel Mansell      | Williams - Honda         | 51     | + 9.828 s       | 3               | 6     |
| 3   | 28 | Stefan Johansson   | Ferrari                  | 51     | + 22.915 s      | 12              | 4     |
| 4   | 2  | Keke Rosberg       | McLaren - TAG            | 51     | + 53.809 s      | 8               | 3     |
| 5   | 20 | Gerhard Berger     | Benetton - BMW           | 50     | + 1 Volta       | 4               | 2     |
| 6   | 15 | Alan Jones         | Lola - Ford              | 49     | + 2 Voltes      | 18              | 1     |
| 7   | 18 | Thierry Boutsen    | Arrows - BMW             | 49     | + 2 Voltes      | 13              |       |
| 8   | 17 | Christian Danner   | Arrows - BMW             | 49     | + 2 Voltes      | 16              |       |
| 9   | 4  | Philippe Streiff   | Tyrrell - Renault        | 49     | + 2 Voltes      | 23              |       |
| 10  | 3  | Martin Brundle     | Tyrrell - Renault        | 49     | + 2 Voltes      | 20              |       |
| NC  | 22 | Alex Caffi         | Osella - Alfa Romeo      | 45     | No Classificat  | 27              |       |
| Ret | 19 | Teo Fabi           | Benetton - BMW           | 44     | Punxada         | 1               |       |
| Ret | 27 | Michele Alboreto   | Ferrari                  | 33     | Motor           | 9               |       |
| Ret | 23 | Andrea de Cesaris  | Minardi - Motori Moderni | 33     | Motor           | 21              |       |
| Ret | 31 | Ivan Capelli       | AGS - Motori Moderni     | 31     | Punxada         | 25              |       |
| Ret | 25 | René Arnoux        | Ligier - Renault         | 30     | Caixa canvi     | 11              |       |
| Ret | 14 | Jonathan Palmer    | Zakspeed                 | 27     | Motor           | 22              |       |
| DSQ | 1  | Alain Prost        | McLaren - TAG            | 27     | Desqualificat   | 2               |       |
| Ret | 26 | Philippe Alliot    | Ligier - Renault         | 22     | Motor           | 14              |       |
| Ret | 11 | Johnny Dumfries    | Lotus - Renault          | 18     | Caixa canvi     | 17              |       |
| Ret | 8  | Derek Warwick      | Brabham - BMW            | 16     | Virolla         | 7               |       |
| Ret | 24 | Alessandro Nannini | Minardi - Motori Moderni | 15     | Part elèctrica  | 19              |       |
| Ret | 21 | Piercarlo Ghinzani | Osella - Alfa Romeo      | 12     | Suspensions     | 26              |       |
| Ret | 16 | Patrick Tambay     | Lola - Ford              | 2      | Accident        | 15              |       |
| Ret | 7  | Riccardo Patrese   | Brabham - BMW            | 2      | Accident        | 10              |       |
| Ret | 29 | Huub Rothengatter  | Zakspeed                 | 1      | Motor           | 24              |       |
| Ret | 12 | Ayrton Senna       | Lotus - Renault          | 0      | Transmissió     | 5               |       |

## Altres
- Pole: Teo Fabi 1' 24. 078

- Volta ràpida: Teo Fabi 1' 28. 099 (a la volta 35)